# Archonte éponyme
L’archonte éponyme est le magistrat suprême dans l'Athènes antique, ainsi que dans d'autres cités de Grèce antique. Il s'agit de l'archonte qui donne son nom à l'année de son mandat, d'où le qualificatif « éponyme ».

## Histoire et caractéristiques
À l'origine, dans les institutions oligarchiques athéniennes, les membres de l'aristocratie, les Eupatrides d'Athènes, plaçaient leur chef à côté du roi. Ce chef avait pour charge de maintenir le vieux droit des γένη, ce qui faisait de lui le premier personnage de l'État. Archonte, le terme par lequel on le désigne, vient du grec ancien ἄρχων (« arkhon »). Les archontes étaient d'abord nommés à vie, et ces fonctions étaient alors remplies par les Eupatrides.
À partir de -752, quand la monarchie est abolie, le conseil de la cité athénienne comporte trois archontes : l'archonte éponyme, le polémarque (remplacé en -501 par dix stratèges) et un archonte-roi (reste cérémoniel de la monarchie athénienne). Pendant cette période, l'archonte éponyme est le magistrat en chef, le polémarque est le chef des forces armées, et l'archonte-roi est le responsable des dispositions religieuses civiles. L'archontat perpétuel est révoqué : la charge d'archonte devient alors limitée à une période de dix ans.
En l'an -682, cette charge est limitée à nouveau, cette fois ci à une période d'un an. À partir de ce moment, l'archonte principal donnait son nom à l'année, ce qu'indique en grec ancien l'adjectif ἐπώνυμος (« éponumos » éponyme). Le recrutement des archontes s'ouvre à l'ensemble des membres de l'Aréopage. L'archonte préside les réunions de la Boulè et de l'Ecclésia. L’instruction des procès de droit privé incombe également à l'archonte.
D'autres cités grecques adoptent des mesures d'organisation politique similaires à celle de la cité athénienne. À mesure que ces cités se développent et que le travail administratif et politique augmente, le nombre des magistrats s’accroît. Cependant, sous le régime de la démocratie à Athènes, le rôle d'archonte perd de son importance politique tout en restant une charge importante. Pendant la période romaine, les empereurs et hauts dignitaires romaines sont parfois nommés en tant qu'archonte éponyme.

## Liste des archontes d'Athènes
(N.B. : bien que notées avec un signe négatif, il s'agit bien ici des années avant Jésus-Christ, ou avant l'Ère commune (AEC), et non pas des années négatives utilisées en astronomie)

### Archontes à vie
- -1068 - -1048 : Médon
- -1048 - -1012 : Acastos
- -1012 - -993 : Archippos
- -993 - -952 : Thersippos
- -952 - -922 :  Phorbas
- -922 - -892 : Mégaclès
- -892 - -864 : Diognètos
- -864 - -845 : Phéréclès
- -840 - -825 : Ariphron
- -824 - -797 : Thespios
- -796 - -778 : Agamestor
- -778 - -755 : Eschyle
- -755 - -753 : Alcméon

### Archontes décennaux
À partir de -753, l'archontat perpétuel est limité à 10 ans.
- -753 - -743 : Charops
- -743 - -733 : Esimide
- -733 - -723 : Clidicos
- -723 - -713 : Hippomène, présenté comme le dernier Codride[4],[5]
- -713 - -703 : Léocrate
- -703 - -693 : Apsander
- -693 - -683 : Éryxias

### Archontes annuels
Après -683, l'archontat est limité à un an. Les archontes sont choisis parmi l'Aréopage. La liste suivante recense les archontes annuels. Le mandat d'un archonte débutant au printemps ou en été, il s'étend sur deux de nos années.
- -682 - -681 : Créon
- -681 - -680 : Lysiadès
- -680 - -679 : Tlésias
- -679 - -671 : Inconnu
- -671 - -670 : Léostratos
- -670 - -669 : Inconnu
- -669 - -668 : Pisistrate
- -668 - -667 : Autosthénès
- -667 - -664 : Inconnu
- -664 - -663 : Miltiade
- -663 - -659 : Inconnu
- -659 - -658 : Miltiade
- -658 - -645 : Inconnu
- -645 - -644 : Dropidès
- -644 - -639 : Inconnu
- -639 - -638 : Damasias
- -638 - -634 : Inconnu
- -634 - -633 : Epénétos
- -633 - -632 : Inconnu
- -632 - -631 : Mégaclès
- -631 - -624 : Inconnu
- -624 - -623 : Aristechmos
- -623 - -621 : Inconnu
- -621 - -620 : Dracon
- -620 - -615 : Inconnu
- -615 - -614 : Heniochide
- -614 - -605 : Inconnu
- -605 - -604 : Aristoclès
- -604 - -600 : Inconnu
- -600 - -599 : Critias
- -599 - -597 : Inconnu
- -597 - -596 : Cypsélos
- -596 - -595 : Téléclès
- -595 - -594 : Philombrote
- -594 - -593 : Solon
- -593 - -592 : Dropidès
- -592 - -591 : Eucratès
- -591 - -590 : Simon
- -590 - -589 : Anarchie
- -589 - -588 : Phormion
- -588 - -587 : Philippos
- -587 - -586 : Inconnu
- -586 - -585 : Anarchie
- -585 - -582 : Inconnu
- -582 - -581 : Damasias
- -581 - -580 : Damasias
- -580 - -579 : Anarchie
- -579 - -578 : Anarchie
- -578 - -577 : Inconnu
- -577 - -576 : Archéstratidas
- -576 - -570 : Inconnu
- -570 - -569 : Aristomène
- -569 - -566 : Inconnu
- -566 - -565 : Hippoclidès
- -565 - -561 : Inconnu
- -561 - -560 : Coméas
- -560 - -559 : Hégéstratos
- -559 - -558 : Hégésias
- -559 - -556 : Inconnu
- -556 - -555 : Hégésias
- -555 - -554 : Euthidemos
- -554 - -548 : Inconnu
- -548 - -547 : Erxiclidès
- -547 - -546 : Thespios
- -546 - -545 : Phormion
- -545 - -535 : Inconnu
- -536 - -535 : Phrynée
- -535 - -533 : Inconnu
- -533 - -532 : Thériclès
- -532 - -528 : Inconnu
- -528 - -527 : Philonéos
- -527 - -526 : Onétoridès
- -526 - -525 : Hippias
- -525 - -524 : Clisthène
- -524 - -523 : Miltiade
- -523 - -522 : Calliades
- -522 - -521 : Pisistrate
- -521 - -518 : Inconnu
- -518 - -517 : Hébron
- -517 - -511 : Inconnu
- -511 - -510 : Harpactidès
- -510 - -509 : Scamandrius
- -509 - -508 : Lysagoras
- -508 - -507 : Isagoras ; il est remplacé par Clisthène à la suite de son exil
- -507 - -506 : Alcméon
- -506 - -504 : Inconnu
- -504 - -503 : Acestoride
- -503 - -501 : Inconnu
- -501 - -500 : Hermocréon
- -500 - -499 : Smyros
- -499 - -498 : Lacratidès
- -498 - -497 : Inconnu
- -497 - -496 : Archias
- -496 - -495 : Hipparchos
- -495 - -494 : Philippos
- -494 - -493 : Pythocritos
- -493 - -492 : Thémistocle (il n'est pas certain que son archontat soit un archontat éponyme, mais il fut archonte cette année-là)
- -492 - -491 : Diognète
- -491 - -490 : Hybrilidès
- -490 - -489 : Phénippe
- -489 - -488 : Aristidès
- -488 - -487 : Anchise
- -487 - -486 : Télésinos
- -486 - -485 : Ceurès
- -485 - -484 : Philocrate
- -484 - -483 : Léostratos
- -483 - -482 : Nicodémos
- -482 - -481 : Inconnu
- -481 - -480 : Hypsichidès
- -480 - -479 : Calliadès
- -479 - -478 : Xanthippos
- -478 - -477 : Timosthénès
- -477 - -476 : Adimante
- -476 - -475 : Phédon
- -475 - -474 : Dromoclidès
- -474 - -473 : Acestoridès
- -473 - -472 : Ménon
- -472 - -471 : Charès
- -471 - -470 : Praxiergos
- -470 - -469 : Démotion
- -469 - -468 : Apsephion
- -468 - -467 : Théagènidès
- -467 - -466 : Lysistratos
- -466 - -465 : Lysanias
- -465 - -464 : Lysithée
- -464 - -463 : Archédémidès
- -463 - -462 : Tlépolème
- -462 - -461 : Conon
- -461 - -460 : Euthippos
- -460 - -459 : Phrasiclès
- -459 - -458 : Philoclès
- -458 - -457 : Habron
- -457 - -456 : Mnésithéidès
- -456 - -455 : Callias
- -455 - -454 : Sosistrate
- -454 - -453 : Ariston
- -453 - -452 : Lysicratès
- -452 - -451 : Chéréphanès
- -451 - -450 : Antidotos
- -450 - -449 : Euthydème
- -449 - -448 : Pédiée
- -448 - -447 : Philiscos
- -447 - -446 : Timarchidès
- -446 - -445 : Callimachos
- -445 - -444 : Lysimachides
- -444 - -443 : Praxitèle
- -443 - -442 : Lysanias
- -442 - -441 : Diphilos
- -441 - -440 : Timoclès
- -440 - -439 : Morychidès
- -439 - -438 : Glaucinos
- -438 - -437 : Théodore
- -437 - -436 : Euthyménès
- -436 - -435 : Lysimaque
- -435 - -434 : Antiochide
- -434 - -433 : Cratès
- -433 - -432 : Apseudès
- -432 - -431 : Pythodoros
- -431 - -430 : Euthydème
- -430 - -429 : Apollodoros
- -429 - -428 : Epameinon
- -428 - -427 : Diotimos
- -427 - -426 : Euclès
- -426 - -425 : Euthynos
- -425 - -424 : Stratoclès
- -424 - -423 : Isarque
- -423 - -422 : Ameinias
- -422 - -421 : Alcée
- -421 - -420 : Aristion
- -420 - -419 : Astyphilos
- -419 - -418 : Archias
- -418 - -417 : Antiphon
- -417 - -416 : Euphemos
- -416 - -415 : Arimnestos
- -415 - -414 : Charias
- -414 - -413 : Tisandros
- -413 - -412 : Cléocrite
- -412 - -411 : Callias de Scambonide
- -411 - -410 : Mnasiloque ; il est mort en cours de mandat et est remplacé par Théopompos
- -410 - -409 : Glaucippos
- -409 - -408 : Dioclès
- -408 - -407 : Euctémon
- -407 - -406 : Antigène
- -406 - -405 : Callias Angélidès
- -405 - -404 : Alexias
- -404 - -403 : Pythodore
- -403 - -402 : Euclide
- -402 - -401 : Micon
- -401 - -400 : Xénénète
- -400 - -399 : Lachès
- -399 - -398 : Aristocratès
- -398 - -397 : Euthyclès
- -397 - -396 : Souniadès
- -396 - -395 : Phormion
- -395 - -394 : Diophande
- -394 - -393 : Ebulide
- -393 - -392 : Démostratos
- -392 - -391 : Philoclès
- -391 - -390 : Nicotélès
- -390 - -389 : Démostrate
- -389 - -388 : Antipatros
- -388 - -387 : Pyrgion
- -387 - -386 : Théodote
- -386 - -385 : Mystichidès
- -385 - -384 : Dexithéos
- -384 - -383 : Ditréphès
- -383 - -382 : Phanostratos
- -382 - -381 : Evandre
- -381 - -380 : Démophile
- -380 - -379 : Pythéas
- -379 - -378 : Nicon
- -378 - -377 : Nausinicos
- -377 - -376 : Callias
- -376 - -375 : Charisandros
- -375 - -374 : Hippodamas
- -374 - -373 : Socratidès
- -373 - -372 : Astios
- -372 - -371 : Alcisthenes
- -371 - -370 : Phrasiclide
- -370 - -369 : Dyscinitos
- -369 - -368 : Lysistratos
- -368 - -367 : Nausigène
- -367 - -366 : Polyzelus
- -366 - -365 : Ciphisodore
- -365 - -364 : Chion
- -364 - -363 : Timocrate
- -363 - -362 : Chariclide
- -362 - -361 : Molon
- -361 - -360 : Nicophème
- -360 - -359 : Callimidès
- -359 - -358 : Euchariste
- -358 - -357 : Ciphisodote
- -357 - -356 : Agathoclès
- -356 - -355 : Elpinès
- -355 - -354 : Callistrate
- -354 - -353 : Diotème
- -353 - -352 : Thudemos
- -352 - -351 : Aristodème
- -351 - -350 : Theellos
- -350 - -349 : Apollodoros
- -349 - -348 : Callimaque
- -348 - -347 : Théophile
- -347 - -346 : Thémistocle
- -346 - -345 : Archias
- -345 - -344 : Ebule
- -344 - -343 : Lyciscos
- -343 - -342 : Pythodotos
- -342 - -341 : Sosigène
- -341 - -340 : Nicomaque
- -340 - -339 : Théophraste
- -339 - -338 : Lysimachides
- -338 - -337 : Xérondas
- -337 - -336 : Phrynichos
- -336 - -335 : Pythodilos
- -335 - -334 : Evénète
- -334 - -333 : Ctisiclès
- -333 - -332 : Nicocratès
- -332 - -331 : Nicitès
- -331 - -330 : Aristophane
- -330 - -329 : Aristophon
- -329 - -328 : Céphisophon
- -328 - -327 : Euthicritos
- -327 - -326 : Hégémon
- -326 - -325 : Chremès
- -325 - -324 : Andiclès
- -324 - -323 : Hégésias
- -323 - -322 : Ciphisodoros
- -322 - -321 : Philoclès
- -321 - -320 : Archippos
- -320 - -319 : Neaechmos
- -319 - -318 : Apollodore
- -318 - -317 : Archippos
- -317 - -316 : Démogène
- -316 - -315 : Démoclide
- -315 - -314 : Praxibule
- -314 - -313 : Nicodore
- -313 - -312 : Théophraste
- -312 - -311 : Polemon
- -311 - -310 : Simonide
- -310 - -309 : Hiéromnémon
- -309 - -308 : Démétrios
- -308 - -307 : Charinos
- -307 - -306 : Anaxicrate
- -306 - -305 : Coroebos
- -305 - -304 : Euxenippos
- -304 - -303 : Phéréclès
- -303 - -302 : Leostrate
- -302 - -301 : Nicoclès
- -301 - -300 : Cléarque
- -300 - -299 : Hégémaque
- -299 - -298 : Euctémon
- -298 - -297 : Mnésidème
- -297 - -296 : Antiphatès
- -296 - -295 : Nicias
- -295 - -294 : Nicostratos
- -294 - -293 : Olympiodore
- -293 - -292 : Olympiodore
- -292 - -291 : Philippos
- -291 - -290 : Cimon
- -290 - -289 : Aristonyme
- -289 - -288 : Charinos (?)
- -288 - -287 : Xénophon (?)
- -287 - -286 : Dioclès
- -286 - -285 : Diotimos
- -285 - -284 : Isée
- -284 - -283 : Euthios
- -283 - -282 : Nicias
- -282 - -281 : Ourios
- -281 - -280 : Gorgias
- -280 - -279 : Sosistratos (?)
- -279 - -278 : Anaxicrate
- -278 - -277 : Démoclès
- -277 - -276 : Eubule (?)
- -276 - -275 : Olbios
- -275 - -274 : Philippide (?)
- -274 - -273 : Glaucippe
- -273 - -272 : Inconnu
- -272 - -271 : Téloclès (?)
- -271 - -270 : Pytharatos
- -270 - -269 : Péithidemos
- -269 - -268 : Diogéiton
- -268 - -267 : Ménéclès
- -267 - -266 : Nicias
- -266 - -265 : Hagnias (?)
- -265 - -264 : Philocrate
- -264 - -263 : Diognète
- -263 - -262 : Antipatros
- -262 - -261 : Arrhénéidès
- -261 - -260 : Cléomaque
- -260 - -259 : Polystrate (?)
- -259 - -258 : Inconnu
- -258 - -257 : Antiphon (?)
- -257 - -256 : Thymocharès (?)
- -256 - -255 : Alcibiades (?)
- -255 - -254 : Eubule
- -254 - -253 : Philostratos (?)
- -253 - -252 : Lysithide (?)
- -252 - -251 : Lycéas (?)
- -251 - -250 : Callimède
- -250 - -249 : Antimaque
- -249 - -248 : Thersiloque
- -248 - -247 : Polyeuctos
- -247 - -246 : Hiéron
- -246 - -245 : Diomédon
- -245 - -244 : Théophémos
- -244 - -243 : Philonée
- -243 - -242 : Cydénor
- -242 - -241 : Euryclide
- -241 - -240 : Lysiadès
- -240 - -239 : Athénodore
- -239 - -238 : Lysias
- -238 - -237 : Phidostrate
- -237 - -236 : Cimon
- -236 - -235 : Ecphantos
- -235 - -234 : Lysanias
- -234 - -233 : Phanostrate (?)
- -233 - -232 : Inconnu
- -232 - -231 : Jason
- -231 - -230 : Inconnu
- -230 - -229 : Phanomaque (?)
- -229 - -228 : Héliodoros
- -228 - -227 : Léocharès
- -227 - -226 : Theophile
- -226 - -225 : Ergocharès
- -225 - -224 : Nicetes
- -224 - -223 : Antiphilos
- -223 - -222 : Inconnu
- -222 - -221 : Archelaos
- -221 - -220 : Thrasyphon
- -220 - -219 : Ménécrate
- -219 - -218 : Chéréphon
- -218 - -217 : Callimaque (?)
- -217 - -216 : Inconnu
- -216 - -215 : Hagnias
- -215 - -214 : Dioclès
- -214 - -213 : Euphiletos
- -213 - -212 : Héraclite
- -212 - -211 : Philinos (?)
- -211 - -210 : Aeschron
- -210 - -209 : Inconnu
- -210 - -209 : Callaeschros
- -208 - -207 : Ancylos (?)
- -207 - -206 : Pantiade (?)
- -206 - -205 : Callistratos (?)
- -205 - -204 : Evandre (?)
- -204 - -203 : Apollodore
- -203 - -202 : Proxénidès
- -202 - -201 : Euthycrite (?)
- -201 - -200 : Nicophon (?)
- -200 - -199 : Dionysios (?)
- -199 - -198 : Philon (?)
- -198 - -197 : Diodote
- -197 - -196 : Sositélès
- -196 - -195 : Chariclès
- -195 - -193 : Inconnu
- -193 - -192 : Phanarquide
- -192 - -191 : Diodote
- -191 - -190 : Inconnu
- -190 - -189 : Hippias (?)
- -189 - -188 : Isocrate (?)
- -188 - -187 : Symmaque
- -187 - -186 : Théoxène
- -186 - -185 : Zopyre
- -185 - -184 : Eupolème
- -184 - -183 : Sosigène (?)
- -183 - -182 : Hermogène
- -182 - -181 : Timesianax
- -181 - -180 : Télésarchidès
- -180 - -179 : Dionysios (?)
- -179 - -178 : Ménédème
- -178 - -177 : Philon
- -177 - -176 : Speusippe
- -176 - -175 : Hippacos
- -175 - -174 : Sonicos
- -174 - -173 : Inconnu
- -173 - -172 : Alexandre (?)
- -172 - -171 : Sosigène
- -171 - -170 : Antigène
- -170 - -169 : Inconnu
- -169 - -168 : Eunicos
- -168 - -167 : Xénoclès
- -167 - -166 : Nicosthène (?)
- -166 - -165 : Achéos
- -165 - -164 : Pélops
- -164 - -163 : Charias (?)
- -163 - -162 : Erastos
- -162 - -161 : Posidonios
- -161 - -160 : Aristolas
- -160 - -159 : Tychandros
- -159 - -158 : Dioclès (?)
- -158 - -157 : Aristémaque
- -157 - -156 : Anthéstérios
- -156 - -155 : Callistratos
- -155 - -154 : Mnesthée
- -154 - -153 : Epénète (?)
- -153 - -152 : Aristophantos (?)
- -152 - -151 : Phaedrias (?)
- -151 - -150 : Andréas (?)
- -150 - -149 : Zéléucos (?)
- -149 - -148 : Micion (?)
- -148 - -147 : Lysiadès (?)
- -147 - -146 : Archon
- -146 - -145 : Epicratès
- -145 - -144 : Métrophanès
- -144 - -143 : Hermias (?)
- -143 - -142 : Théétète
- -142 - -141 : Aristophon
- -141 - -140 : Plistène(?)
- -140 - -139 : Hagnothéos
- -139 - -138 : Apollodoros
- -138 - -137 : Timarque
- -137 - -136 : Héraclite
- -136 - -135 : Timarchidès
- -135 - -134 : Dionysios
- -134 - -133 : Nicomaque
- -133 - -132 : Xénon
- -132 - -131 : Ergoclès
- -131 - -130 : Epiclès
- -130 - -129 : Démostrate
- -129 - -128 : Lyciscos
- -128 - -127 : Dionysios
- -127 - -126 : Théodoridès
- -126 - -125 : Diotimos
- -125 - -124 : Jason
- -124 - -123 : Nicias ; meurt en cours de mandat, remplacé par Isigénès
- -123 - -122 : Démétrios
- -122 - -121 : Nicodemos
- -121 - -120 : Phocion (?)
- -120 - -119 : Eumaque
- -119 - -118 : Hipparque
- -118 - -117 : Lénéos
- -117 - -116 : Ménitès
- -116 - -115 : Sarapion
- -115 - -114 : Nausias
- -114 - -113 : Plistène
- -113 - -112 : Paramonos
- -112 - -111 : Dionysios
- -111 - -110 : Sosicratès
- -110 - -109 : Polyclète
- -109 - -108 : Jason
- -108 - -107 : Démocharès
- -107 - -106 : Aristarque
- -106 - -105 : Agathocle
- -105 - -104 : Héraclide
- -104 - -103 : Dioclès (?)
- -103 - -102 : Théoclès
- -102 - -101 : Echécrate
- -101 - -100 : Medeius
- -100 - -99 : Théodose
- -99 - -98 : Proclès
- -98 - -97 : Argios
- -97 - -96 : Argios
- -96 - -95 : Héraclite
- -95 - -94 : Dioclès (?)
- -94 - -93 : Isocrate (?)
- -93 - -92 : Callias
- -92 - -91 : Ménédème (?)
- -91 - -90 : Medios
- -90 - -89 : Medios
- -89 - -88 : Medios
- -88 - -87 : Anarchie
- -87 - -86 : Philanthe
- -86 - -85 : Hiérophantès
- -85 - -84 : Pythocritos
- -84 - -83 : Eschréos (?)
- -83 - -82 : Séléucos (?)
- -82 - -81 : Herecleodoros (?)
- -81 - -80 : Apollodoros (?)
- -80 - -78 : Inconnu
- -78 - -77 : Zénion (?)
- -77 - -75 : Inconnu
- -75 - -74 : Eschine
- -74 - -73 : Inconnu
- -73 - -72 : Nicetes (?)
- -72 - -71 : Inconnu
- -71 - -70 : Aristoxène (?)
- -70 - -69 : Criton (?)
- -69 - -67 : Inconnu
- -67 - -66 : Théoxène (?)
- -66 - -65 : Medios (?)
- -65 - -62 : Inconnu
- -62 - -61 : Aristios
- -61 - -60 : Théophèmos
- -60 - -59 : Herodes
- -59 - -58 : Leucius
- -58 - -57 : Calliphon
- -57 - -56 : Dioclès
- -56 - -55 : Cointos
- -55 - -54 : Aristoxène (ou Aristodème)
- -54 - -53 : Zénon
- -53 - -52 : Diodore
- -52 - -51 : Lysandre
- -51 - -50 : Lysiadès
- -50 - -49 : Démétrios
- -49 - -48 : Démocharès
- -48 - -47 : Philocratès
- -47 - -46 : Dioclès
- -46 - -45 : Apolexis
- -45 - -44 : Polycharme
- -44 - -43 ou -43 - -42 : Diocles Azenieus
- -42 - -41 : Euthydomos
- -41 - -40 : Nicandre
- -40 - -39 : Philostrate
- -39 - -38 : Dioclès Meliteus
- -38 - -37 : Ménandre
- -37 - -36 : Théopithès
- -36 - -35 : Asclepiodoros
- -35 - -34 : Inconnu
- -34 - -33 : Pammenes (?)
- -33 - -32 : Clidamos (?)
- -32 - -31 : Epicratès (?)
- -31 - -30 : Polyclitos Phlyeus (?)
- -30 - -29 : Architemos (?)
- -29 - -26 : Inconnu
- -26 - -25 : Diotème Alaieus
- -25 - -21 : Inconnu
- -21 - -20 : Déméas Azenieus
- -20 - -19 : Apolexis
- -19 - -16 : Inconnu
- -16 - -15 : Pythagoras
- -15 - -14 : Antiochos
- -14 - -13 : Polyénos
- -13 - -12 : Zénon
- -12 - -11 : Leonidès
- -11 - -10 : Théophile
- -10 - -9 : Inconnu
- -9 - -8 : Nicias Athmoneus (?)
- -8 - -7 : Démocharès Azanieus (?)
- -7 - -6 : Inconnu
- -6 - -5 : Xénon Phlyeus (?)
- -5 - -4 : Apolexis Philocratous ex Oiou (?)
- -4 - -3 : Aristodème (?)
- -3 - -2 : Nicostrate (?)
- -2 - -1 : Démocharès Azenius (?)
- -1 - 1 : Anaxagoras (?)
- 1 - 2 : Areius Paianieus (?)
- 2 - 3 : Cédidès (?)
- 3 - 4 : Menneas (?)
- 4 - 5 : Polyainus Marathonius (?)
- 5 - 6 : Polycharmus Azenius (?)
- 6 - 7 : Theophilus (?)
- 7 - 24 : Inconnu
- 24 - 25 : Charmide
- 25 - 26 : Callicratidès
- 26 - 27 : Pamphile
- 27 - 28 : Themistocles Marathonius
- 28 - 29 : Oinophilus
- 29 - 30 : Boethos
- 30 - 36 : Inconnu
- 36 - 37 : Rhœmetalcas le Jeune
- 37 - 38 : Polycrite
- 38 - 39 : Zenon
- 39 - 40 : Secoundos
- 40 - 46 : Inconnu
- 45 - 46 : Antipatros le Jeune Phlyeus
- 46 - 49 : Inconnu
- 49 - 50 : Dinophilos
- 50 - 54 : Inconnu
- 53 - 54 : Dionysodore
- 54 - 55 : Inconnu
- 55 - 56 : Conon
- 56 - 61 : Inconnu
- 61 - 62 : Thrasyllos
- 62 - 65 : Inconnu
- 64 - 65 : Gaius Carreinas Secundus
- 65 - 66 : Démostrate
- 66 - 91 : Inconnu
- 91 - 92 : Titus Flavius Domitianus (également empereur romain)
- 92 - 93 : Trevilius Rufus
- 93 - 94 : Inconnu
- 94 - 95 : Octavius Theion
- 95 - 96 : Octavius Proclus
- 96 - 97 : Éolion
- 97 - 98 : Inconnu
- 98 - 99 : Coponius Maximus Agnoösius
- 99 - 100 : Lucius Vibullius Hipparchus
- 100 - 101 : Flavius Stratolaus Phylesius
- 101 - 102 : Claudius Demophilus
- 102 - 103 : Flavius Sophocles Sounieus
- 103 - 104 : Flavius Pintenus Gargottius
- 104 - 105 : Flavius Conon Sounieus
- 105 - 107 : Inconnu
- 107 - 108 : Flavius Alcibiades Paeanieus
- 108 - 109 : Julius Antiochus Philopappus ; meurt en cours de mandat, remplacé par Laelianus
- 109 - 110 : Cassius Diogenes
- 110 - 111 : Flavius Euphanes
- 111 - 112 : Gaius Julius Cassius Steirieus
- 112 - 113 : Publius Aelius Traianus Hadrianus (plus tard empereur romain)
- 113 - 114 : Deëdius Secundus Sphettius
- 114 - 115 : Inconnu
- 115 - 116 : Publius Fulvius Mitrodorus Sounieus
- 116 - 117 : Flavius Macreanus Acharneus
- 117 - 118 : Inconnu
- 118 - 119 : Maximus Agnoösius
- 119 - 126 : Inconnu
- 126 - 127 : Claudius Herodes Marathonius
- 127 - 128 : Gaius Memmius Peissandrus Colytteus
- 128 - 131 : Inconnu
- 131 - 132 : Claudius Philogenus Visseieus
- 132 - 133 : Claudius Domitianus Visseieus
- 133 - 134 : Inconnu
- 134 - 135 : Antisthène
- 135 - 138 : Inconnu
- 138 - 139 : Praxagoras Thoricius
- 139 - 140 : Flavius Alcibiades Paianieus
- 140 - 141 : Claudius Attalus Sphettius
- 141 - 142 : Publius Aelius Phileas Meliteus
- 142 - 143 : Aelius Alexandrus Phalereus
- 143 - 144 : Publius Aelius Vibullius Rufus
- 144 - 145 : Syllas
- 145 - 146 : Flavius Arrianus Paianieus
- 146 - 147 : Titus Flavius Alcibiades Paeanieus
- 147 - 148 : Soteles Philippus Estiaeothen
- 148 - 149 : Lucius Nummius Ieroceryx Phalereus
- 149 - 150 : Quintus Alleius Epictetus
- 150 - 151 : Aelius Ardys
- 151 - 152 : Aelius Callicrates
- 152 - 153 : Lucius Nummius Menis Phalereus
- 153 - 154 : Aelius Alexandrus III
- 154 - 155 : Praxagoras Meliteus
- 155 - 156 : Popillius Theotimus Sounieus
- 156 - 157 : Aelius Gelus II
- 157 - 158 : Lycomède
- 158 - 159 : Titus Aurelius Philemon Philades
- 159 - 160 : Tiberius Claudius Lysiades Meliteus
- 160 - 161 : Publius Aelius Themison Pammenes Azenieus
- 161 - 162 : Lucius Memmius Thoricius
- 162 - 163 : Pompeius Alexandrus Acharneus
- 163 - 164 : Philisteides Peiraieus
- 164 - 165 : Pompeius Daidouchus
- 165 - 166 : Sextus Phalereus
- 166 - 167 : Marcus Valerius Mamertinus Marathonius
- 167 - 168 : Anarchie
- 168 - 169 : Tineius Ponticus Besaieus
- 169 - 170 : Anarchie
- 170 - 171 : Tiberius Memmius Phlaccus Marathonius
- 171 - 172 : Anarchie
- 172 - 173 : Biesius Peison Meliteus
- 173 - 174 : Sallustianus Aeolion Phlyeus
- 174 - 175 : Aurelius Dionysius
- 175 - 176 : Claudius Héraclide Meliteus
- 176 - 177 : Aristoclide Peiraieus
- 177 - 178 : Scribonius Capiton (?)
- 178 - 179 : Flavius Stratolaus Phylasius
- 179 - 180 : Athenodorus Agrippas Iteaius
- 180 - 181 : Claudius Demostratus Meliteus
- 181 - 182 : Daedouchos
- 182 - 183 : Marcus Munatius Maximianus Ouopiscus
- 183 - 184 : Domitius Aristaius Paionides
- 184 - 185 : Titus Flavius Sosigenes Palleneus
- 185 - 186 : Philoteimus Arcesidemou Eleousius
- 186 - 187 : Gaius Fabius Thisbianus Marathonius
- 187 - 188 : Tiberius Claudius Bradouas Atticus Marathonius indiqué mort en177 et ayant exercé cette fonction en 126/127...
- 188 - 189 : Lucius Aelius Aurelius Commodus Antoninus (également empereur romain)
- 189 - 190 : Menogène
- 190 - 191 : Gaius Peinarius Proclus Agnousius
- 191 - 192 : Inconnu
- 192 - 193 : Gaius Helvidius Secundus Palleneus
- 193 - 199 : Inconnu
- 199 - 200 : Gaius Quintus Imerus Marathonius
- 200 - 203 : Inconnu
- 203 - 204 : Gaius Cassianus Steirieus
- 204 - 209 : Inconnu
- 209 - 210 : Flavius Diogenes Marathonius
- 210 - 212 : Inconnu
- 212 - 213 : Aurelius Dionysius Acharneus
- 213 - 220 : Inconnu
- 220 - 221 : Titus Flavius (?) Philinus
- 221 - 222 : Aurelius Melpomenus Antinoeus
- 222 - 230 : Inconnu
- 230 - 231 : Cassianus Hieroceryx Steirieus
- 231 - 233 : Inconnu
- 233 - 234 : Vib. Lysandrus
- 234 - 235 : Epictetus Acharneus
- 235 - 240 : Inconnu
- 240 - 241 : Cassianus Philippus Steirieus
- 241 - 254 : Inconnu
- 254 - 255 : Lucius Flavius Philustratus Steirieus
- 255 - 262 : Inconnu
- 262 - 263 : Publius Herennius Dexippus (?)
- 263 - 264 : Inconnu
- 264 - 265 : Publius Licinius Egnatius Gallienus (également empereur romain)
- 265 - 274 : Inconnu
- 274 - 275 : Titus Flavius Mondon Phlyeus

Titus Flavius Mondon Phlyeus est le dernier archonte connu. Il est probable qu'après lui la fonction ait été abolie. Il existe plusieurs reconstructions de cette liste, certaines contradictoires.